# بايس
بايس (بالصينية: 百色市) مدينة من مدن الصين. بلغ عدد سكانها 3,826,300 نسمة حسب إحصائيات سنة 2010. يبلغ ارتفاع المدينة عن سطح البحر قرابة 137 متر. تبلغ مساحتها 36,252 كم².

## وصلات خارجية
- الموقع الرسمي